# 9 рота (игра)
«9 рота» (англ. 9th Company: Roots Of Terror) — компьютерная игра в жанре тактической стратегии в реальном времени, созданная компанией Lesta Studio по одноимённому фильму Фёдора Бондарчука и изданная компанией Новый Диск 30 апреля 2008 года на территории Российской Федерации.
Игра посвящена 9-й роте 345-го отдельного гвардейского парашютно-десантного полка — элитному подразделению советского десанта, воевавшему в Афганистане весь период конфликта. Как и в картине, главные герои игры, вчерашние призывники, отобранные для службы в 9-й роте, пройдут через обучение военному ремеслу, выполнят ряд боевых заданий, среди которых — масштабное сражение на высоте 3234.

## Отзывы
Наград видеоигра не получала. В разных источниках указываются разные отзывы, так, в steam, на данный момент, указывается оценка пользователей в 3 звезды из 5. На игру также присутствуют рецензии, так группа критиков «Страна Игр», а именно Степан Чучелович оставил такой отзыв: Как и следовало ожидать, «9 рота» вызывает весьма противоречивые чувства. Условный «простой игрок», конечно, не захочет терпеть все эти адовы муки, и лучше ему остановить свой выбор на той же «Легенде о рыцаре». и оставил 70 баллов из 100 по системе оценки сайта. «9 рота» вовсе не типичная игра по фильму. С кинокартиной Бондарчука ее связывают разве что знакомые места, суть же совсем иная. Вместо зрелищных боев и захватывающих перестрелок вас ждет тщательное планирование и скучная возня с каждым бойцом. В перерывах — «война» с камерой и мини-картой. Получилось в меру сложно, но тоскливо.оставил 20/100 Кто бы что ни говорил и как бы ни плакал над нашей историей уважаемый господин Пучков — у Бондарчука получился стильный и зрелищный блокбастер. А у студии Lesta получилась вполне традиционная "игра по кинолицензии.
| Сводный рейтинг       | Сводный рейтинг |
| Агрегатор             | Оценка          |
| --------------------- | --------------- |
| «Критиканство»        | 61/100          |
| Русскоязычные издания |                 |
| Издание               | Оценка          |
| 3DNews                | 5,5/10          |
| «PC Игры»             | 6,5/10          |